# Plac Nowy w Krakowie
Plac Nowy, popularnie zwany Żydowskim – plac w Krakowie, w dzielnicy I Stare Miasto, na Kazimierzu. Odchodzą od niego ulice Nowa, Rabina Meiselsa i Warszauera, wschodnią część zamyka ulica Estery.

## Historia
Do XIX wieku na terenie placu Nowego znajdował się tzw. Libuszhof, zespół uliczek i zabudowań. Obecny kształt ustalono w projektach regulacyjnych z 1808 i 1844. Przy północnej stronie placu, wytyczonej wzdłuż murów obronnych Kazimierza, znajdują się domy należące niegdyś do szpitala żydowskiego przy synagodze Kupa.

## Okrąglak
Na środku placu znajduje się tzw. okrąglak zwany przez okolicznych mieszkańców rondlem. Jest to pawilon handlowy wybudowany w 1900 składający się z dwu obiektów: wewnętrznej hali i okalającego ją pierścienia z punktami handlowymi zbudowanym na planie dwunastokąta. Budynki te są oddzielone niezadaszonym korytarzem stanowiącym wejście do sklepików. Do obiektu prowadzą dwa ustawione symetrycznie wejścia od strony zachodniej i wschodniej. W 1927 został wydzierżawiony Gminie Żydowskiej, powstała tam rytualna rzeźnia drobiu. Po wojnie Okrąglak pełnił ponownie funkcję hali targowej, choć przez szereg lat większość sklepików była jedynie magazynami dla handlowców sprzedających swoje towary na straganach. Obecnie w jego murach mieszczą się sklepiki spożywcze, masarnie, obiekty gastronomiczne (w tym punkty sprzedaży zapiekanek). Na dachu okresowo odbywają się koncerty muzyczne.
W 2008 obiekt został wpisany do rejestru zabytków.

## Współczesność
Obecnie plac Nowy funkcjonuje w dni powszednie jako targ gdzie można kupić zarówno warzywa jak i antyki. Przy placu znajduje się wiele kawiarni i pubów. Plac Nowy to także miejsce różnych festiwali i imprez. Odbywają się tu m.in. imprezy w ramach Festiwalu Kultury Żydowskiej (koncert na dachu Okrąglaka), czy też Festiwal Zupy.

## Galeria

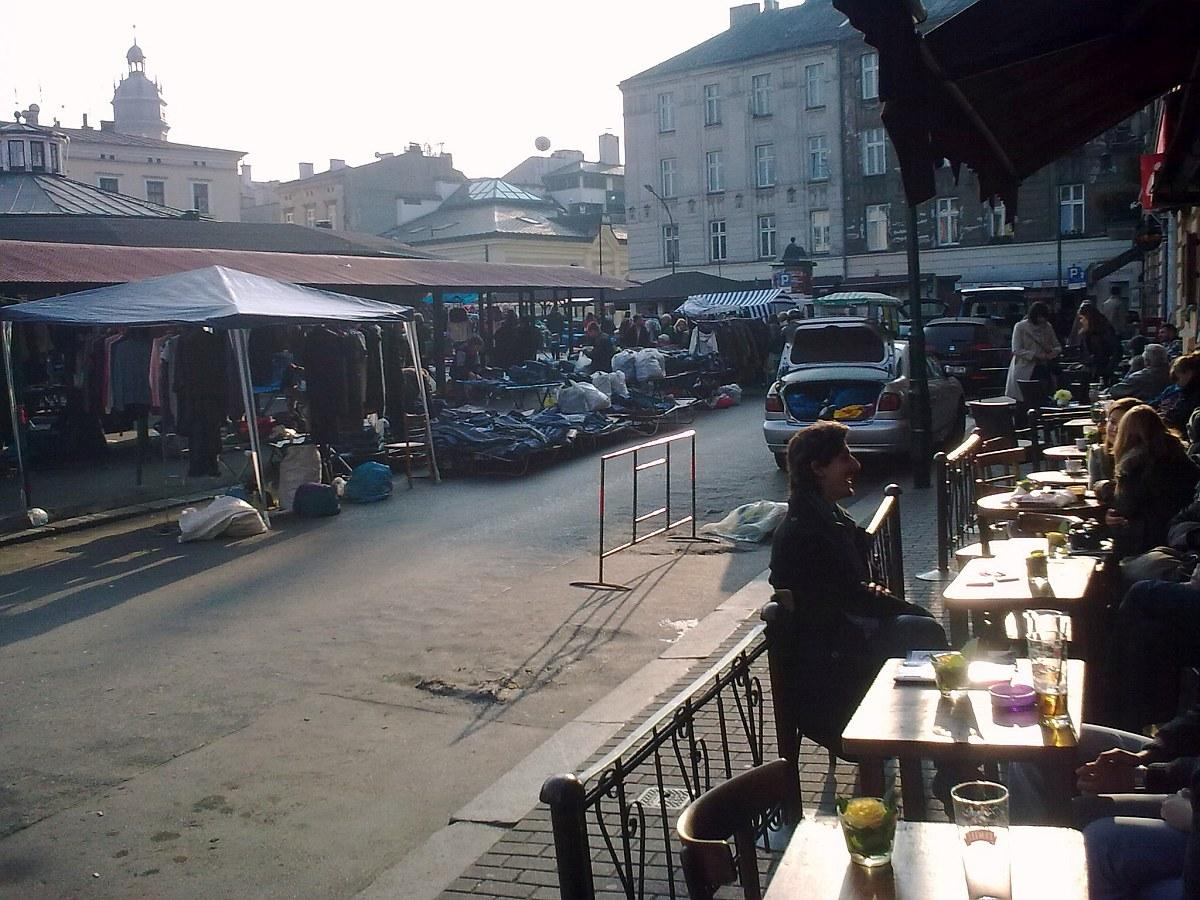
Targ i kawiarnie na placu Nowym
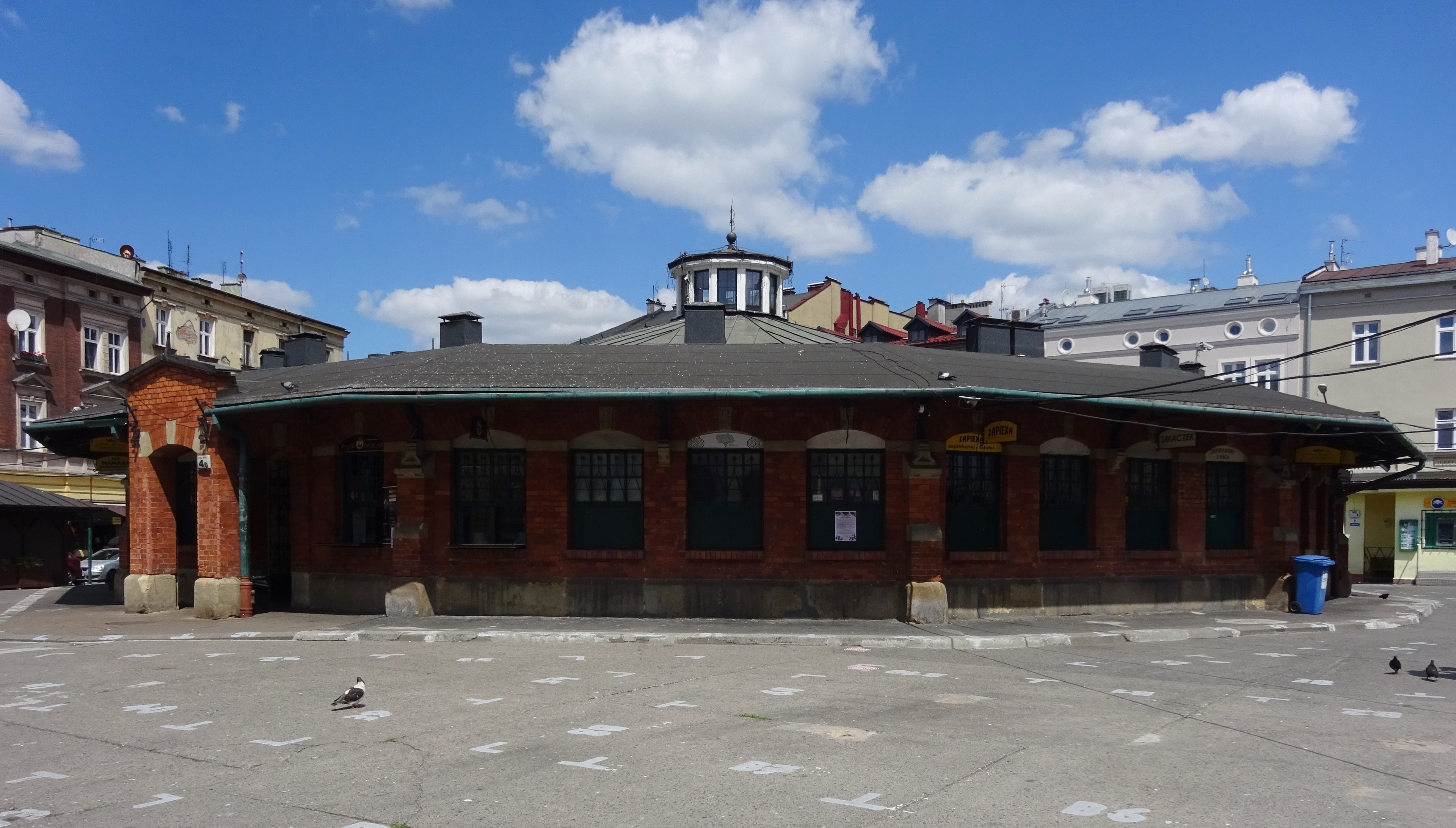
Okrąglak
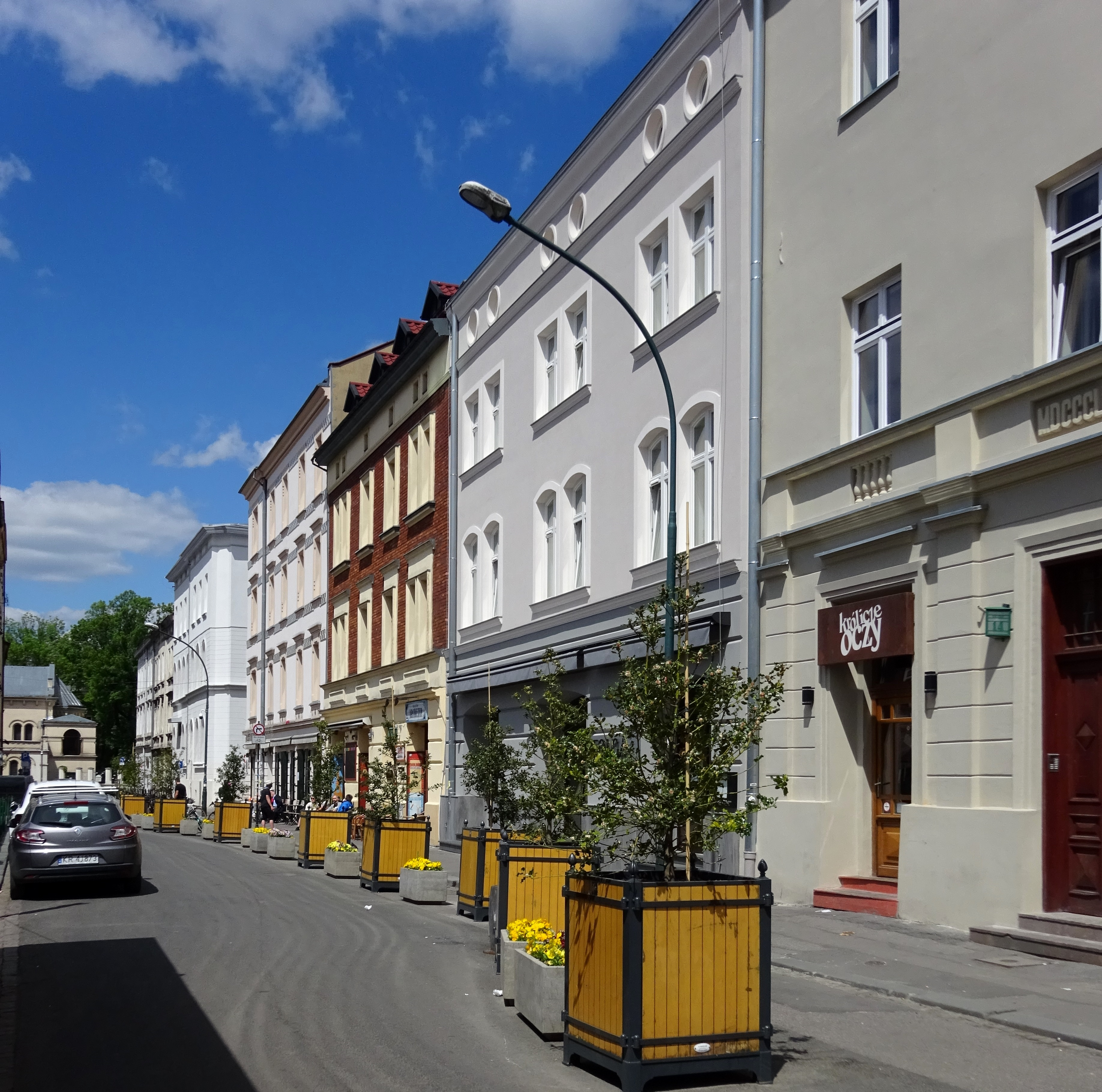
Kamenice wschodniej pierzei placu, wzdłuż ulicy Estery
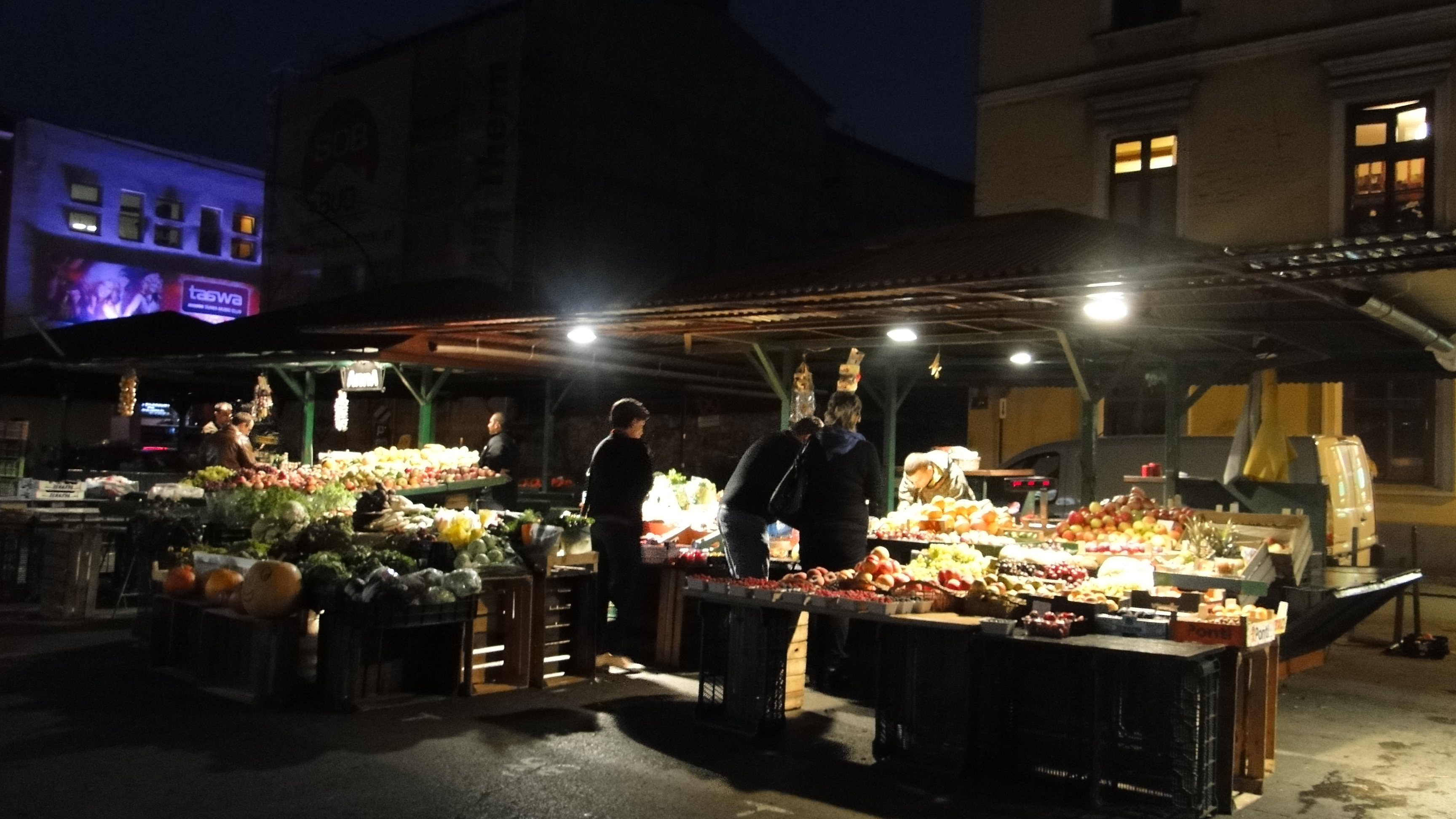
Stoisko warzywnicze nocą
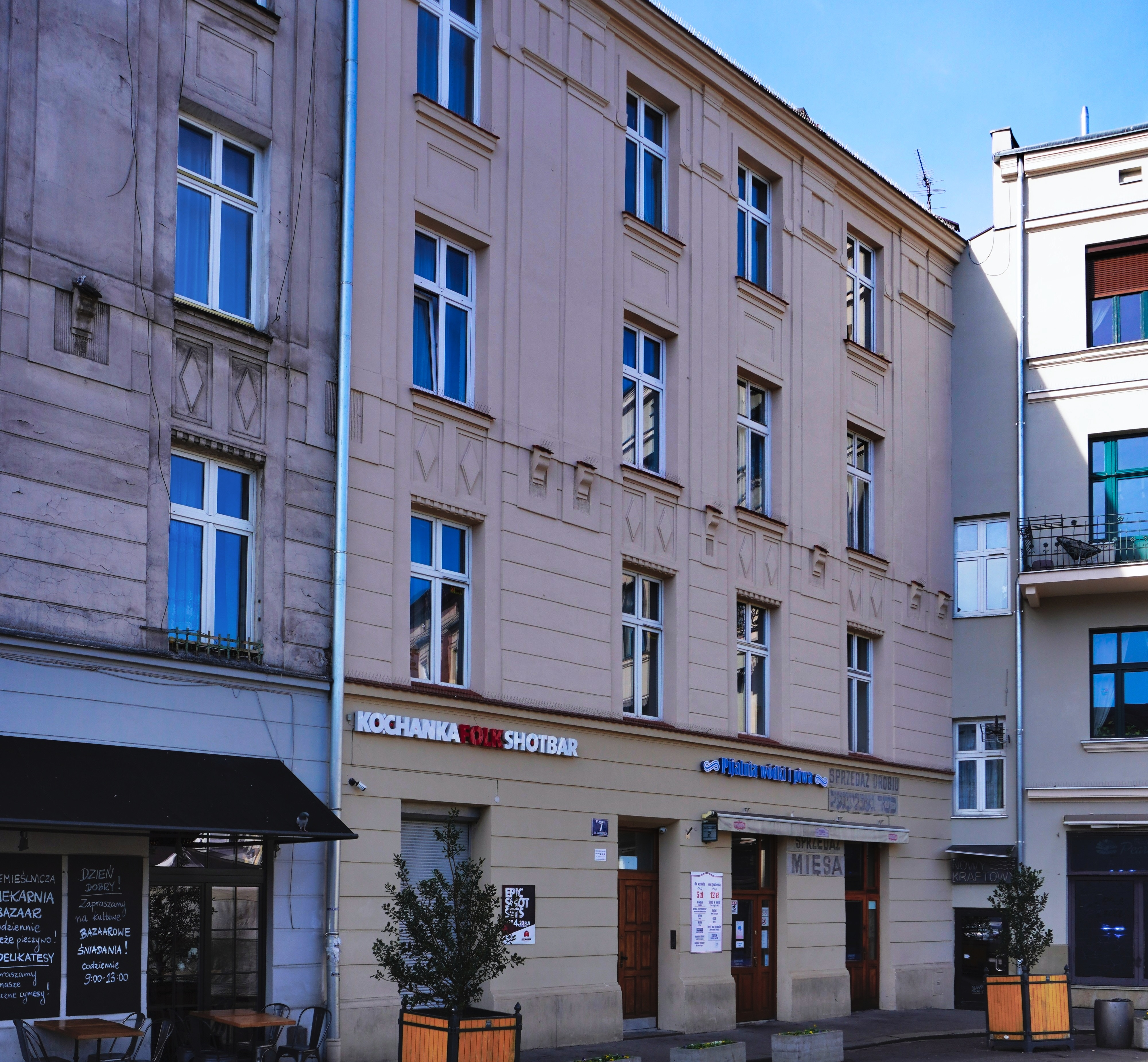
Pl. Nowy 7 Kamienica (proj. Jozue Oberleder, 1911)
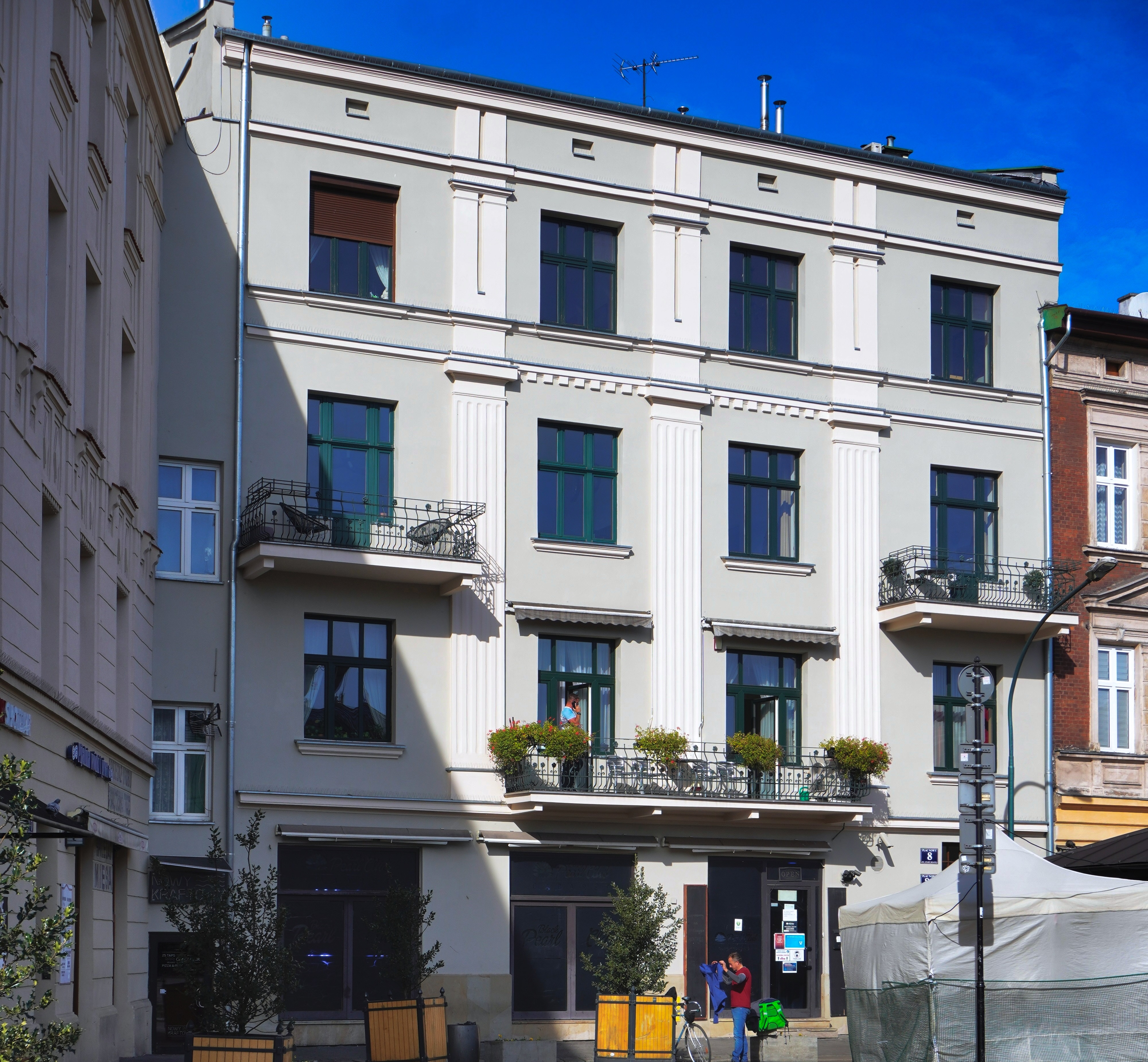
Pl. Nowy 8 Kamienica (proj. Ferdynand Liebling, Jozue Oberleder, 1923)